# 잇꽃
잇꽃(학명: Carthamus tinctorius)은 이집트 원산으로 중국·인도·남유럽·북아메리카 등 세계적으로 널리 분포하는 한해살이 식물로 아시꽃·연지꽃·홍화(紅花)라고도 한다. 종자에 기름을 함유한 기름작물(유료작물)의 하나로서 일찍이 식물성 기름을 얻기 위해 재배되었으며, 꽃에서 적색 염료를 채취할 목적으로 재배하기도 한다. 서양에서는 사프론을 대체하려는 목적으로 스페인의 초기 식민지였던 리오그란데강의 강가에서 집단 재배되었으며, 한반도에서는 낙랑고분에서 잇꽃 염료를 사용한 것으로 추정되는 헝겊이 출토되고, 홍색을 전업적으로 염색하는 기관이 있었다는 기록이 남아 있다.
전체적인 모습은 엉겅퀴와 비슷한데, 높이 1m 정도이고 줄기는 곧게 서며 털이 없다. 잎은 어긋나며 넓은 피침형으로서 가장자리에 가시같은 톱니가 있고 잎자루가 없다. 꽃은 7-8월에 붉은빛이 도는 황색으로 피며 길이 2.5cm, 지름 2.5-4cm의 두화가 줄기 또는 가지 끝에 1개씩 달린다. 총포는 잎 같은 포엽에 싸여 있고 가장자리에 가시가 있다. 1개의 두화에 10-100개의 열매가 달리는데, 열매는 수과로서 백색이며 짧은 관모가 있고 보통 종자라고 부른다. 뿌리는 토양에 곧고 굵게 박혀 있다.

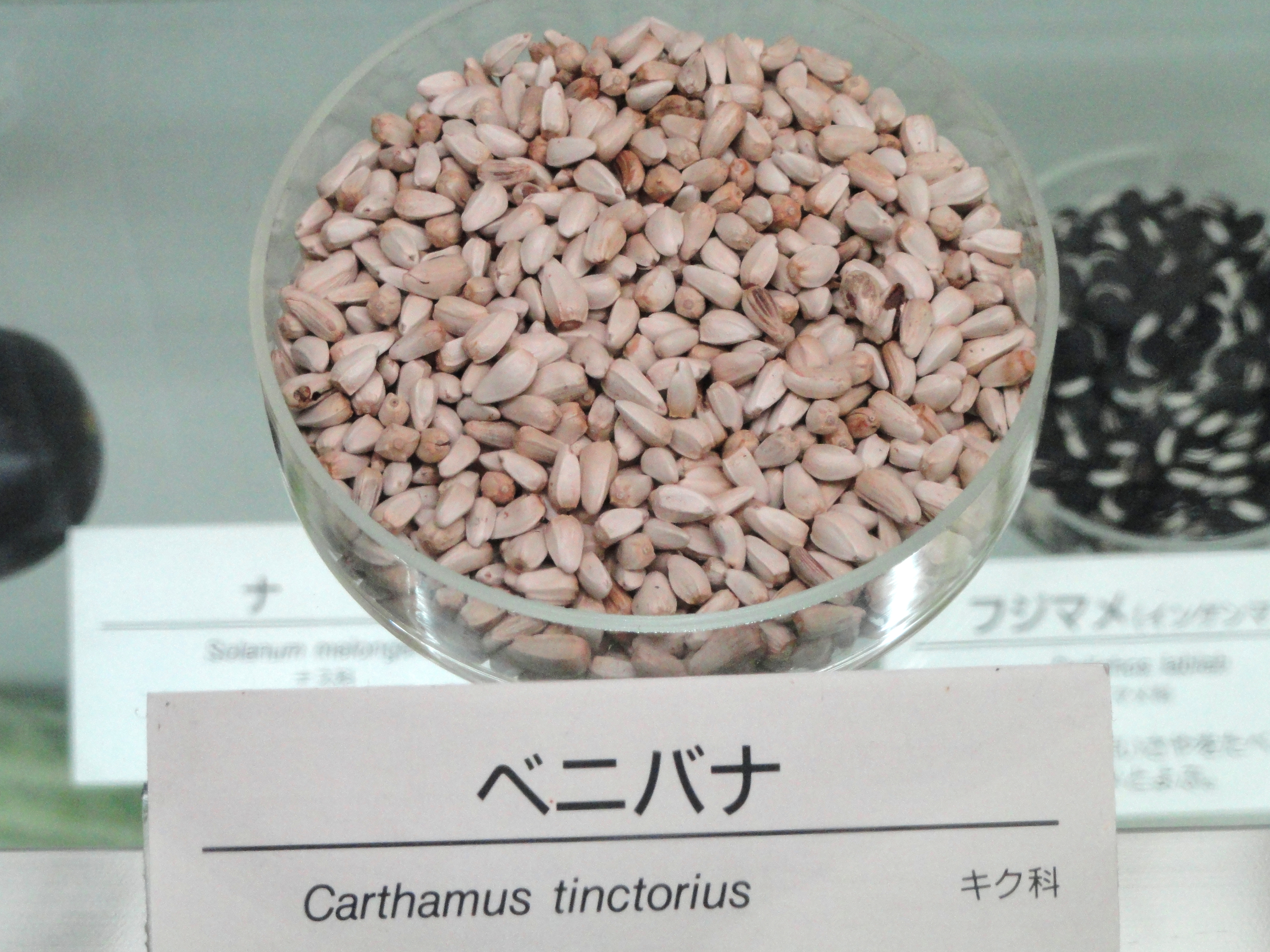
오사카 자연사 박물관에서 전시한 잇꽃의 씨

종자(홍화씨)는 기름을 함유하고 있는데 리놀산이 많이 들어 있어 (66%) 콜레스테롤 과다에 의한 동맥경화증의 예방과 치료에 좋다. 꽃에 함유된 색소는 황색 색소와 적색 색소가 있는데 꽃을 물에 침전시켜 황색 색소를 제거한 후 물에 잘 씻어 잿물에 담그면 적색 색소가 용해되어 나온다. 여기에 초를 넣어 침전시킨 카르타민으로 연지를 만든다. 이 카르타민 색소는 천이나 종이의 염색에도 사용한다. 10월 중순부터 11월 상순 사이에 씨를 뿌리면 초여름에 꽃이 피고 7월 중·하순에 성숙한다.